# Ana Del Amiko
Dr. Ana Del Amiko je izmišljena lekarka iz serije Urgentni centar. Tumačila ju je Marija Belo.

## Život i rad u Opštoj bolnici
Del Amikova se prvi put pojavila u seriji 1997. godine epizodno se pojavivši u poslednje tri epizode treće sezone. Pošto je prethodno završila pedijatrijsko usavršavanje, ona je došla u Opštu bolnicu kao stažistkinja hitnog zdravstva želeći da uspe i u zdravstvu i na pedijatriji. Kao glavni lik u četvrtoj sezoni, njeno pedijatrijsko iskustvo je u početku izazivalo trenje sa Dagom Rosom koji je punopravni pedijatrijski član hitnog zdravstva. Ona je postala lekarka savetnica u ambulanti koju vodi Kerol Hatavej. Pomogla je Karteru da odvede na odvikavanje svog brata od strica Čejsa. To je morala da uradi sa svojim bivšim dečkom Maksom i znala je kroz šta Karter prolazi. Tokom svog kratkog rada u Opštoj, Ana je postala dobra prijateljica Kerol Hatavej i Elizabet Kordej.
Del Amikova je postala bliskija sa Karterom tokom sezone i priznala je da je bilo neke hemije među njima, ali nikad nije uzvratila na Karterova jaka osećanja prema njoj. Ana se jako uvredila kad je otkrila da je Karterova porodica bogata što je on krio. Del Amikova se osetila izdano i prevareno jer je upoznala njegov siromašni način života. Ona se nikad nije osećala obezbeđeno u tako bogatim sredinama i uvek je bila srećna sa svojim "izlaženjen s' kraja na kraj". Njih dvoje su imali istu strast za zdravstvom i na kraju su se poljubili. Karterova i Anina veza se zategla kad je njen bivši dečko dr. Maks Ročer došao u Čikago da je vidi. Ana nije želela da u potpunosti veruje Maksu posle njegovog drogiranja i uzrujala se kad je morala da razgovara sa Karterom i Maskom u istoj prostoriji. Njen lik nije viđen posle 4. sezone.

## Sezona pet
Pomenuta je u petoj sezoni, a njen nestanak je objasnio Lusi Najt dr. Karter koji je dobio njen ormarić kad je otišla. Rečeno je da se odselila u Filadelfiju na mesto pedijatra u tamošnjem Urgentnom centru i da joj je tamo bolje jer je odatle, tamo je odrasla, tamo joj je porodica i da ima dečka tamo.